# Sitio de Puerto Cabello (1835)
El Sitio de Puerto Cabello fue un asedio y batalla de la Revolución de las Reformas impuesto en la plaza de Puerto Cabello por las fuerzas constitucionalistas de José Antonio Páez a las fuerzas reformistas comandadas por el coronel Pedro Carujo.

## Hechos
Carujo tomó Puerto Cabello el 17 de diciembre de 1835. El propio Páez comandó el asedio a la plaza que comenzó el 24 de diciembre teniendo lugar un combate favorable a los constitucionalistas cerca de Paso Real. Al día siguiente los reformistas salieron de la ciudad y se enfrentaron a los constitucionalistas pero fueron rechazados y el coronel Carujo herido gravemente y tomado como prisionero. La plaza capitularía el 1 de marzo de 1836, aceptando la constitución.